# 太陽はひとりぼっち/月影のレナート
「太陽はひとりぼっち/月影のレナート」（イタリア語: Eclisse twist/Renato）は、1962年のイタリアの楽曲。ミーナの48枚目のシングルで、1962年4月12日、同年末のアルバム『ミーナ乾杯!』に先駆け、45回転ソノシートでイタルディスク・レーベルよりリリースされた。同年12月4日には同一の規格品番（MH-115）でジャケットの異なる7インチシングル盤が2種類発売されている。

## レコード
"MH-115/A" と "MH-115/B" のラベルがはっきりと貼られているレコード横の写真に見られるように、公式も含め幾つかのジャケットの曲順が逆になっている（次項におけるトラックは正確な順番に戻している。その他では、ラベル、名称、タイトル、タグは、リサーチする場合の問題や混乱を避けるため、間違ってはいるものの、そのままの曲順になっている）。
アルバム『ミーナ乾杯!』と同年に発表された両曲とも、1998年の2枚組CD『ミーナ・ゴールド』と、1964年までの45回転レコードのリマスター全曲を含む選集である『2010年シングル集Vol.2』に収録されている。
ミーナの伴奏は、トニー・デ・ヴィータとそのオーケストラである。
1962年末から1963年初頭に掛けてシングルは週間ランキング第4位に達し、結果1962年間売り上げ第12位のレコードとなった。

## 太陽はひとりぼっち
ミケランジェロ・アントニオーニ監督映画『太陽はひとりぼっち』（1962年）の冒頭タイトルのBGMとして、また全編を通じての挿入歌として使用されている。アントニオーニ監督が自ら歌詞も書いており “アンモニオ” というペンネームで署名している。
ミーナが唄うフランス語版が「L'éclipse twist」のタイトルでPHILIPSからリリースされており、Eclipse twistのタイトルでCD『二人の星』（1999年）に、それ以前にはEP版では『Eclisse twist/Eclipse twist/Un tale/Le tue mani』（1963年）に収められており、これらのレコードはいずれもミーナの海外版となっている。

## 月影のレナート
1961年にアルゼンチンのシンガーソングライター、アルベルト・コルテスによりスペイン語で作詞・作曲され、同年アメリカのジャズピアニスト、アーニー・フリーマンと共に録音された『レナータ（スペイン語: Renata）』のカヴァー曲である。
1962年末に発表されたミーナの同名アルバム（邦題は『ミーナ乾杯!』）のタイトル曲で、オープニングトラックでもある。また、マリオ・マットリ監督の映画『サンレモ乾杯!』（1962年）のサウンドトラック、及び1964年のアルバム『ミーナ・ヌメロ・セッテ』にも収録されている。

### 楽曲・歌詞
痛快なツイスト曲で、唄声を “のばす” ために（ミーナには必要なかったが）当時流りのエコーを掛けて録音され、楽曲は第一級のジャズ演奏家が担当している。歌詞の内容は押韻のために “レナート” の名前が54回も繰り返されるなど少し異様ではあるが、ミーナの真骨頂が発揮されているとも言える。

### ミーナ自身による外国語版
オリジナル歌詞でミーナが唄ったスペイン語版も、タイトルは『月影のレナート』（最後の音はスペイン語では正式には《タ》だが、こちらでも《ト》である）で、これは1999年の選集『ミーナ・ラティーナ・ドゥエ』に収録されている。ミーナのスペイン語ディスコグラフィに含まれる1963年のEP盤『月影のレナート／あの人は行ってしまった／見つめられて／あの同じ浜辺（イタリア語の「太陽の海」“Stessa spiaggia, stesso mare” と曲は同じ）』（ディスコフォン社、27.234）もある。
フランス語版（作詞：ジャン・ブルソル）は、EP盤『月影のレナート（フランス語）／二人の星／あなたのために泣きぬれて（英語の「泣かせておいて」“Just let me cry” と曲は同じ）／そっと優しく』（1963年）、及び選集CD『二人の星』（1999年）に収録されている。尚このEP盤とCDはいずれもミーナのイタリア国外ディスコグラフィに含まれる。

## トラック

### A面 (MH-115/A)
- 太陽はひとりぼっち Eclisse twist （2：50）

映画『太陽はひとりぼっち』より
作詞：アンモニオ、作曲：ジョヴァンニ・フスコ
C.A.M. / Ducale発売

### B面 (MH-115/B)
- 月影のレナート（レナータ） Renato (Renata) （2:10）

作詞：アルベルト・テスタ／作曲：アルベルト・コルテス
音楽刊行：オーケストラルミュージック

## 日本に於けるカヴァー

### 太陽はひとりぼっち
- 園まり（日本語詞：水木かおる）1962年9月10日、7インチシングル盤規格品番：DJ-1262
- コレット・テンピア楽団 - 日本での劇場公開時に配給会社公認音源としてポスターにクレジットされていた。7インチシングル盤規格品番：SS-1304。レコード売上は50万枚を超える大ヒットになった[15]。文化放送『ユア・ヒット・パレード』で1962年度の年間5位[16]を記録。
- 伊東ゆかり
- 舟木一夫 1975年、LP『舟木一夫／映画音楽を唄う』
- 寺内タケシとブルージーンズ 2008年、CD『ミスター・レジェンド』
- エド山口&東京ベンチャーズ 2002年、CD『激突! エレキ天国3』

### 月影のレナート
- 弘田三枝子（日本語詞：漣健児）1963年7月、シングル「悲しきハート」B面。7インチシングル盤規格品番：JP-5236

## 備考
JASRACに於いては2018年現在、いずれも外国作品／出典：PJ (サブ出版者作品届)   。

### 太陽はひとりぼっち
JASRAC作品コード 0E0-0430-6 ECLISSE TWIST として登録。日本内外の計17名の歌手が「アーティスト」とされている。
訳詞としては神戸孝夫（タカオ・カンベ）が登録、水木かおるは登録されていない。
出版者は、C A M SRL。日本でのサブ出版はフジパシフィックミュージックである。
C A M SRLは出版・広告・配信についてJASRACに管理を委託していないため、これらへの使用は注意を要する。

### 月影のレナート
JASRAC作品コード 0R1-2816-6 RENATTA として登録。ミーナと弘田三枝子が「アーティスト」として登録されている。
著作者はアルベルト・コルテス（ALBERTO CORTEZ / JOSE ALBERTO GARCIA GALLO）が省略名と正式名で、訳詞は漣健児が登録されている。
出版者は、DE MAESSCHALCK MARGARETA。日本でのサブ出版はシンコーミュージック・パブリッシャーズである。